# Crüsemannallee
Die Crüsemannallee ist eine zentrale Erschließungsstraße in Bremen, Stadtteil Schwachhausen, Ortsteil Neu-Schwachhausen. Sie führt überwiegend in Süd-Nord-Richtung von der Hartwigstraße und dem Schwachhauser Ring bis zur Kulenkampffallee.
Die Querstraßen und Anschlussstraßen wurden benannt u. a. als Hartwigstraße 1890 nach dem bedeutsamen Erzbischof Hartwig I. (1118–1168), Schwachhauser Ring nach der Ringstraße um Bremen, Coccejusstraße nach den Brüdern Gerhard (Ratsherr, 1601–1660) und Johannes Coccejus (Theologe, 1603–1669), Emmastraße 1890 nach der mildtätigen Gutsbesitzerin und Gräfin Emma von Lesum (975/980–1038), Helene-Neesen-Straße nach der Bremer Frauenrechtlerin und Gründerin des Bremer Hausfrauenvereins, Busestraße nach der ehemaligen Meierei, Kulenkampffallee 1957 nach der alten Bremer Kaufmannsfamilie und Koenenkampstraße nach dem Seidenkaufmann Wilhelm Koenenkamp (1859–1941); ansonsten siehe beim Link zu den Straßen.

## Geschichte

### Name
Die Crüsemannallee wurde benannt nach dem Kaufmann und Mitgründer des Norddeutschen Lloyds (NDL) Eduard Crüsemann (1826–1869). Er wurde nur 43 Jahre alt.
Der NDL wurde 1857 gegründet von Hermann Henrich Meier (1809–1898) und Crüsemann als erstem Direktor der Bremer Reederei sowie von Gustav Kulenkampff (1811–1878).

### Entwicklung
Neu-Schwachhausen wurde erst nach dem Zweiten Weltkrieg in den 1960/70er Jahren bebaut, u. a. durch die Bremer Beamtenbaugesellschaft (BBG) und der Bremer Schoss mit mehrgeschossigen Miethäusern. Der Ortsteil hatte 5723 Einwohner (2009). Die Wohnbauanlagen Sparer-Dank Kulenkampffallee, Crüsemannallee und Koenenkampstraße von der Bremer Schoß von 1961 bis 1966 nach Plänen von Gerhard Müller-Menckens, Friedrich Heuer und Gunter Müller zählen zu den bedeutenden Bremer Bauwerken.

### Verkehr
Die Linie 15 der Straßenbahn Bremen wurde 1960 von der Hartwigstraße durch die Crüsemannallee zur Kulenkampffallee verlängert. Von 1960 bis 1998 war die Linienführung immer Flughafen – Kulenkampffallee. 1967 erhielten die bisherigen Linien 15 und 16 die Liniennummern der eingestellten Linien 5 und 6.
Ab 1998 fuhr die Linie 5 nach Huckelriede, wobei der Abschnitt Hauptbahnhof – Kulenkampffallee gemeinsam mit der neuen Linie 8 nach Huchting bedient wurde. Seit Winter 2002/03 fuhr die Linie 8 alleine zur Kulenkampffallee. Seit 2006 fährt sie nur tagsüber bis Huchting und abends nur bis zum Hauptbahnhof.
Im Nahverkehr in Bremen durchfährt die Buslinie 22 (Kattenturm-Mitte ↔ Universität-Ost) die Straße.

## Gebäude und Anlagen

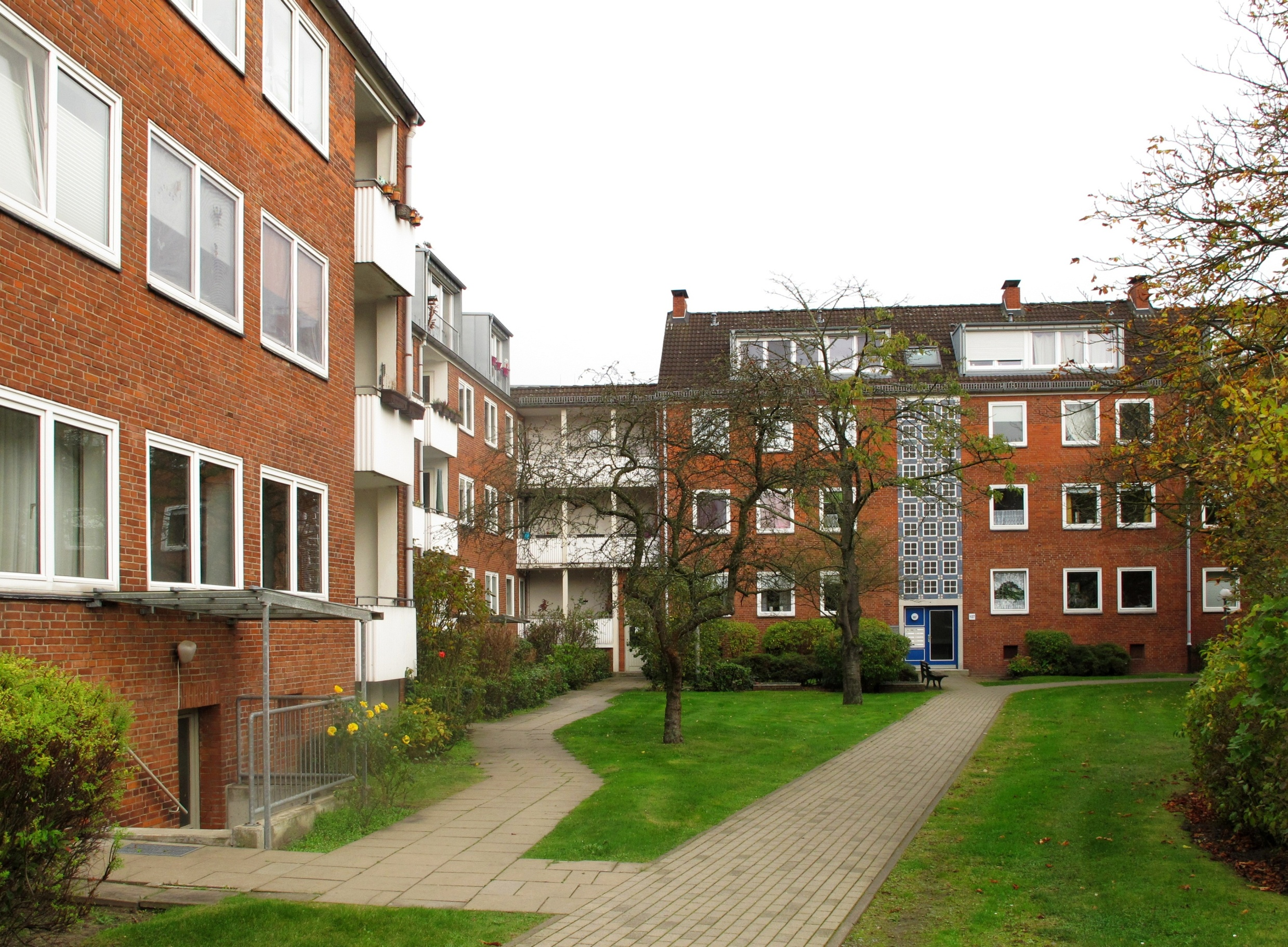
Wohnbauanlagen Sparer-Dank

Die Straße ist überwiegend mit zwei- bis viergeschossigen Wohngebäuden bebaut aus der Zeit nach dem Zweiten Weltkrieg von um 1960 bis 1980.
Erwähnenswerte Gebäude und Anlagen
Ostseite
- Nr. 1 und 3: Zwei 2-gesch. Wohnhäuser als Villen mit Walmdächern
- Nr. 7: 1-gesch. sehr modernes Wohnhaus mit Pultdach
- Nr. 15 bis 21a: 3- und 4-gesch. Wohnhausanlage mit Satteldächern
- Nr. 23 bis 47: 3-gesch. Wohnhausanlage mit Satteldächern
- Nr. 53 bis 69: 3-gesch. Wohnhäuser mit Satteldächern
- Wendeschleife der Straßenbahn

Westseite
- Nr. 2 bis 8: 3-gesch. Wohnhäuser, zum Teil mit hohen Walmdächern
- Nr. 22 bis 52: 3-gesch. Wohnhäuser mit Satteldächern, zumeist in offenen Zeilenbau
- Nr. 62 bis 76: 3-gesch. Wohnhäuser mit Satteldächern
- Nr. 78 bis 84: 3-gesch. Wohn- und Geschäftshäuser mit u. a. Apotheke